# Pleegzorg
Pleegzorg is het stelsel waarbij kinderen door anderen dan hun eigen biologische of wettelijke ouders worden verzorgd en grootgebracht. De pleegzorg is in sommige gevallen tijdelijk, de kinderen keren dan na enige tijd terug naar de ouders. Bij pleegzorg worden kinderen niet de wettelijke kinderen van de pleegouders, in tegenstelling tot adoptiekinderen.
Er is ook pleegzorg voor volwassenen, dit wordt bijvoorbeeld soms ingezet voor mensen met een beperking of een psychiatrische problematiek.

## Aanleiding
Aanleiding tot pleegzorg is dat de ouders door verschillende oorzaken (tijdelijk of langdurig) niet of niet voldoende in staat zijn om de kinderen de juiste zorg en aandacht te bieden. De kinderen kunnen dan door een officiële instantie bij een pleeggezin geplaatst worden. Ook komt het voor dat er in het netwerk (familie- of kennissenkring) van de ouders voor opvang gezorgd wordt.

## Organisatie

### Nederland
Pleegzorg kan in diverse juridische vormen plaatsvinden: 
- vrijwillig,
- door een ondertoezichtstelling (gezinsvoogd),
- voogdij.

Wanneer er bij pleegzorg sprake is van een voogd, meestal van een gecertificeerde instelling voor jeugdbescherming en jeugdreclassering, die de eindverantwoordelijkheid over het kind heeft, onderhoudt deze (zo mogelijk) de contacten met de biologische ouder(s). Bij een niet-vrijwillige plaatsing beslist de kinderrechter over de plaatsing van het kind in een pleeggezin.
Na plaatsing wordt het pleeggezin begeleid vanuit een pleegzorginstelling. Pleegzorginstellingen zijn wettelijk gescheiden van (gezins)voogdijinstellingen, maar kunnen wel onder één koepelorganisatie vallen.
Belangen van pleeggezinnen worden behartigd door de Nederlandse Vereniging voor Pleeggezinnen (NVP).
Pleegouders kunnen de pleegoudervoogdregeling aanvragen. Als deze regeling van toepassing is, ligt de voogdij geheel of gedeeltelijk bij een van de pleegouders. Dit is afhankelijk van de vorm, eenhoofdige of tweehoofdige voogdij.
Pleegouders krijgen een maandelijkse onkostenvergoeding, per pleegkind per dag berekend. Ze hebben daarentegen geen recht op kinderbijslag.
Er is discussie over de vraag of met wensen van de biologische ouders, zelfs als die uit het ouderlijk gezag ontzet zijn, bij de selectie van pleegouders rekening gehouden moet worden, zoals wensen qua religie, of bijvoorbeeld qua opvattingen over homoseksuele pleegouders.

### Vlaanderen
Pleegzorg wordt in Vlaanderen georganiseerd in verschillende zorgsectoren:
- Gezinsverpleging is die vorm van pleegzorg voor psychiatrische patiënten die niet meer terechtkunnen in hun eigen familie, georganiseerd vanuit het Openbaar Psychiatrisch Zorgcentrum (OPZ) in Geel. Ook volwassenen komen in aanmerking voor deze vorm van pleegzorg.
- Gezinsondersteunende pleegzorg wordt door een dienst voor pleegzorg (ook wel genoemd “dienst voor private gezinsplaatsing”) georganiseerd en begeleid op vraag van de ouders zelf, voor korter durende opvang of ondersteuning in probleem- en crisissituaties. De plaatsingen worden erkend en gesubsidieerd door Kind en Gezin. Een soortgelijke opvang in steun-, opvang-, weekend- of crisisgezinnen kan ook georganiseerd worden in opdracht en ten laste van een Comité voor Bijzondere Jeugdzorg of een OCMW.
- Pleegzorg in het kader van de Bijzondere jeugdbijstand wordt georganiseerd en begeleid door een dienst voor pleegzorg, in opdracht van een verwijzende instantie, met name het Comité voor Bijzondere Jeugdzorg of de jeugdrechtbank. Deze meestal langer durende plaatsingen worden gesubsidieerd door het Fonds Bijzondere Jeugdbijstand.
- Pleegzorg voor personen met een handicap wordt georganiseerd en begeleid door een dienst voor pleegzorg (ook wel genoemd “dienst voor plaatsing in gezin”) op basis van een schriftelijk protocol dat de dienst voor pleegzorg én de persoon met een handicap of zijn wettelijke vertegenwoordiger onderschrijven. Specifiek voor Vlaanderen is dat deze vorm van pleegzorg ook toegankelijk is voor volwassenen, meestal in de vorm van zelfstandig wonen onder begeleiding van een particulier (WOP). Het kind of de kandidaat-gast moet zijn ingeschreven bij het Vlaams Agentschap voor Personen met een Handicap. Deze instelling subsidieert ook de diensten voor pleegzorg en de pleeggezinnen.

De Vlaamse diensten voor pleegzorg zijn gegroepeerd in de vzw Pleegzorg Vlaanderen. Er is ook een vzw Vlaamse Vereniging voor Pleeggezinnen, zie Vlaamse Vereniging voor Pleeggezinnen vzw (VVP).
Een nieuw decreet pleegzorg werd door het Vlaamse parlement gestemd op 29 juni 2012 en zal in werking treden op 1 januari 2014. Pleegzorg wordt dan opgevolgd door één administratie, namelijk het Agentschap Jongerenwelzijn.

## Vormen van pleegzorg
Er zijn verschillende vormen en duren van pleegzorg.

### Nederland
- Hulpverleningsvariant, waarbij gekeken wordt in hoeverre het pleegkind weer terug naar de ouders kan. Deze kent weer twee vormen: crisisopvang (maximaal vier weken) en kortdurende pleegzorg (maximaal zes maanden en eventuele verlenging tot een jaar).
- Opvoedingsvariant, waarbij het pleegkind voor langere tijd, vaak tot volwassenheid, door de pleegouders opgevoed worden.
- Deeltijdpleegzorg, waarbij pleegouders bepaalde tijden de zorg over de kinderen hebben, zoals vakantiepleegzorg, weekendpleegzorg en naschoolse opvang.

### Vlaanderen
Het decreet pleegzorg (in werking 1,1,2014) maakt het volgend onderscheid.
- Ondersteunende pleegzorg

Een vorm van pleegzorg ter ondersteuning van het gezin van het pleegkind of de pleeggast, hetzij voor een korte aaneengesloten periode, hetzij met afwisselend verblijf in dit gezin en in het pleeggezin voor meerdere kortere periodes.
Het gaat zowel om crisispleegzorg, als om logeerpleegzorg. 'Verblijf' betekent wel dat de pleeggast of het pleegkind overnacht bij de pleegzorger.
- Perspectiefzoekende pleegzorg

Een vorm van pleegzorg gedurende een periode van maximaal 6 maanden, eenmalig verlengbaar met maximaal 6 maanden, waarbij een duidelijk perspectief voor het pleegkind of de pleeggast wordt ontwikkeld (cfr Ned. hulpverleningsvariant)
- Perspectiefbiedende pleegzorg

Pleegzorg met een continu en langdurig karakter.
Het vroegere steeds geldende principe van tijdelijkheid (steeds weer onderzoeken of terugkeer naar de wettelijke ouders mogelijk is), wordt hier verlaten ten voordele van het recht op continuïteit in de opvoeding (art 20 Kinderrechtenverdrag).
- Behandelingspleegzorg

Een vorm van pleegzorg waarbij een dienst voor pleegzorg al dan niet in combinatie met een andere typemodule buiten de pleegzorg of een andere vorm van hulp- en dienstverlening of in samenwerking met een psychiatrische ziekenhuisdienst wat de psychiatrische gezinsverpleging betreft, voorziet in een behandeling voor een pleegkind of een pleeggast en een intensieve training en begeleiding van de pleegzorger.